# 托馬斯·榮
托馬斯·榮（Thomas Wing，1810年6月19日—1888年8月19日）是一名紐西蘭航海家、製圖師、港口主任、飛行員。

## 生平
1810年出生於英格蘭埃塞克斯郡的布萊德菲爾德村，1832年由倫敦出發駛往澳洲。1832年至1834年，托馬斯·榮與隊友圍繞紐西蘭北部海岸航行，到達悉尼港，在此期間積累了對於紐西蘭海域的豐富知識。1857年3月，被任命為曼努考港主任和飛行員，並在此工作了30年。1887年罹患中風未能痊愈，1888年病逝於奧克蘭。